# Золотой медосос
Золотой медосос (лат. Cleptornis marchei) — птица семейства белоглазковых. Единственный представитель рода Cleptornis. Золотого медососа ранее относили к семейству медососовых, однако в настоящее время он является представителем белоглазковых, где его положение внутри этого семейства всё ещё остаётся неопределённым. Ареал ограничен Северными Марианскими островами Сайпан и Агихан, где он является симпатрическим видом, конкурирующим с близкородственной белоглазкой-говорушкой. У медососа золотистое оперение и светлое кольцо вокруг глаз. Питается насекомыми, фруктами и нектаром в парах или небольшими группами. Птицы моногамны и откладывают два яйца в маленьком гнезде в форме чаши.
Ископаемые находки показывают, что золотой медосос когда-то встречался на Тиниане и Роте, однако он исчез в результате антропогенного воздействия. Несмотря на текущее изобилие на Сайпане и Агихане, а также одну из самых высоких популяционных плотностей среди любых птиц, птица находится под угрозой исчезновения. Основной угрозой является инвазивная коричневая бойга, которая стала размножаться на близлежащем острове Гуам. Если этот хищник достигнет Сайпана, то, скорее всего, станет причиной резкого сокращения популяции птицы. Предпринимаются усилия по контролю численности змей и разведению медососов в зоопарках.

## Таксономия
Когда-то золотой медосос находился в семействе медососовых. Французский натуралист Эмиль Устале, когда описывал вид в 1889 году, поместил его в род Ptilotis, который больше не существует и не используется в настоящее время. Впоследствии вид переместили в род Cleptornis, предварительно созданный Устале на случай, если у птицы будет отдельный род. Поведенческие и морфологические черты птицы привели в 1987 году американского орнитолога Гарольда Пратта к выводу, что близкими родственниками птицы являются белоглазки. Последующие исследования подтвердили, что золотой медосос относится к белоглазкам. Наиболее вероятными родственниками птицы являются микронезийские рукии или монотипный бонинский медосос — ещё один вид, относившийся к медососовым, но впоследствии перемещённый в семейство белоглазковых. В отличие от других белоглазок, у которых слабо развито или отсутствует десятое маховое перо, у золотого медососа оно длинное, что привело к альтернативной точки зрения, согласно которой птица находится в базальной группе.
Название рода является производной от древнегреческих слов κλέφτης, означающее «грабитель» или «вор», и ὄρνις — «птица». Слово kleptes не является отсылкой к какой-либо поведенческой черте золотого медососа: это старофранцузское название Марианских островов — «островов грабителей». Видовое название marchei является отсылкой к французскому исследователю и писателю Антуану-Альфреду Марше, описавшему первые чучела птицы.

## Распространение и среда обитания
Золотой медосос — эндемик Северных Марианских островов в западной части Тихого океана, где в настоящее время встречается на островах Сайпан и Агихан. В пределах своего ареала медосос занимает различные места обитания, как естественные, так и искусственные. Птица, в основном, распространена в местных лесах, особенно в известняковых, но также встречается в кустарниковой степи и пригородах. На Сайпане единственными местами обитания, где не встречается птица, являются болота вокруг озера Сусупе и травянистые саванны.

## Описание
Золотой медосос отличается от других белоглазок наличием крупных глаз и внешним нередуцированным первостепенным маховым пером. Эта крупная белоглазка 14 см в длину и весом около 20 грамм. Имеет яркое, легко узнаваемое оперение: оранжево-жёлтая голова со светлыми кольцами вокруг глаз; жёлто-зелёные спина, крылья и хвост; и золотисто-оранжевый низ. Клюв и ноги оранжевые. Оперение у обоих полов одинаковое; самцов от самок можно отличить только при ручном обследовании, поскольку самцы имеют более длинные крылья, чем у самки. Птенцы имеют похожее оперение, но более светлое, чем взрослые, с бурыми пятнами на голове и шее и коричнево-жёлтыми полосами на груди. У молодых особей также тёмные клювы и светлые ноги.
У золотого медососа широкий голосовой спектр. Песня представляет собой долгую дребезжащую трель, похожу на английскую фразу «séé mé-can you séé mé-I can séé yóú-can you séé mé». Во время полёта в стае птица также издаёт скрежещущие короткие звуки и свист. Птенцы выпрашивают еду у взрослых при помощи жалобного свиста.

## Образ жизни
Как и остальные белоглазки, золотой медосос — дневная птица. В отличие от белоглазки-говорушки, питающейся группами и не ведущей территориальный образ жизни, золотой медосос встречается парами или небольшими семейными группами, состоящими из двух взрослых и оперившихся молодых особей. Золотой медосос также является территориальной птицей, а пары весь день поют песню, ожидая ответ от соседей. При встрече друг с другом группы могут проявлять агрессию. Золотые медососы также ведут себя агрессивно по отношению к белоглазкам-говорушкам, прогоняя их подальше от еды и деревьев или влетая в стаи. Золотой медосос менее агрессивен по отношению к другим лесным воробьиным птицам, поскольку его преследует краснолобая веерохвостка, питающаяся насекомыми, которых медосос вычищает из своего оперения. В плане социальной организации золотой медосос доминирует над белоглазками-говорушками и краснолобыми веерохвостками, но уступает огненной мизомелле. При приближении к гнёздам его также иногда гоняют веерохвостки.

### Рацион и питание

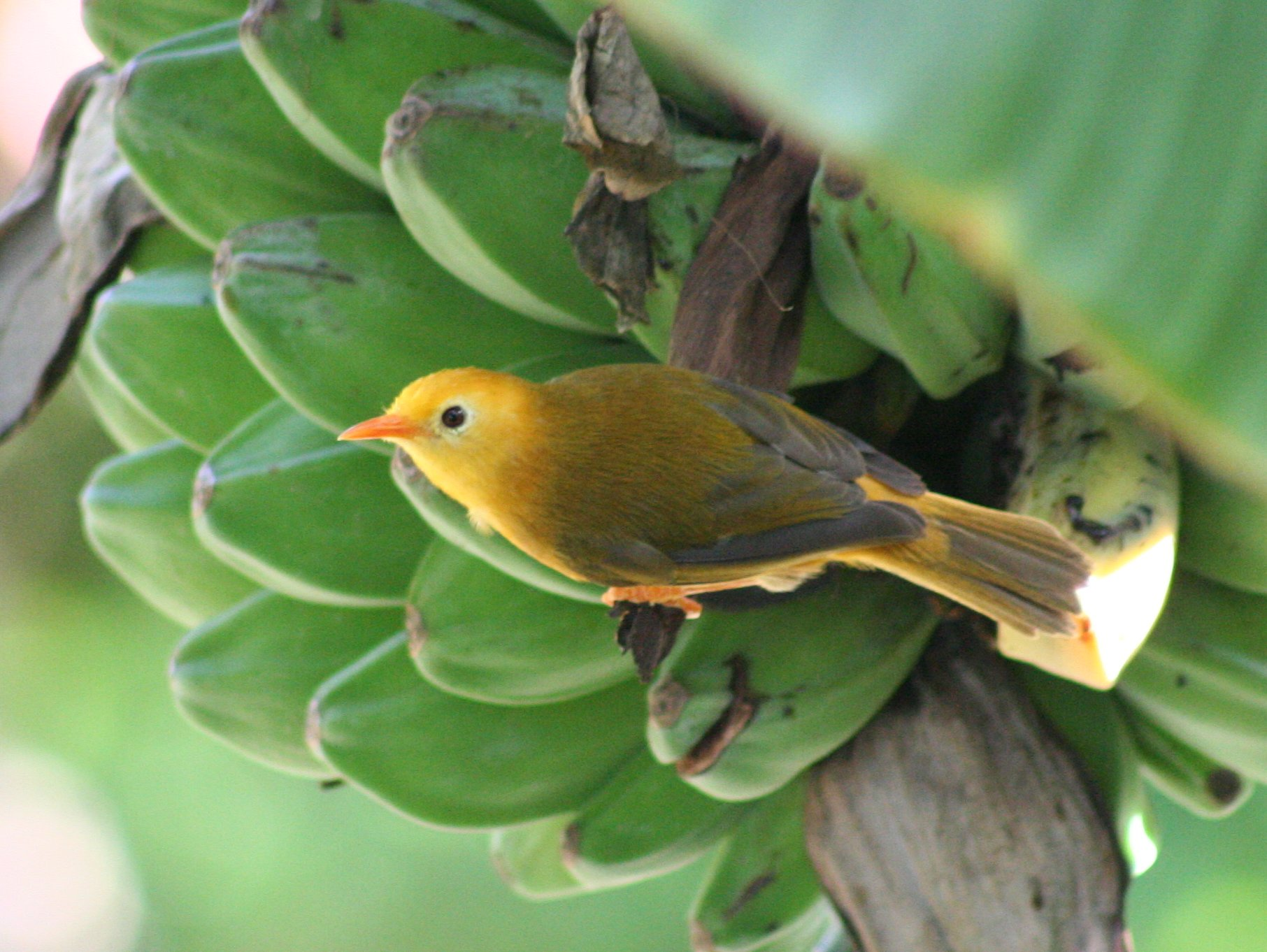
Золотой медосос, питающийся бананами

У золотого медососа разнообразный рацион, включающий фрукты, ягоды и насекомых. В рацион также входит нектар, поскольку золотой медосос вместе с огненной мизомеллой и белоглазкой-говорушкой опыляет некоторые деревья, однако этот продукт питания не играет важную роль, как у других видов. Насекомых птицы могли добыть из коры деревьев и листьев или же поймать их налету. В качестве кормовых мест птица предпочитала определённые виды деревьев. Обыкновенная цинометра ветвецветная является самым любимым деревом птицы, чем не менее распространённая Guamia mariannae. Кормовые ареалы рассматриваемого вида и белоглазок-говорушек совпадают в значительной степени друг с другом, однако золотой медосос более разнообразен в своём рационе. В лесу есть разделение кормовых ниш, где белоглазка-говорушка питается в первую очередь в пологах, а золотой медосос — и в пологах, и в подлесках, а также в ряде мелких деревьев и кустарников. Птица делит подлески с красноголовой веерохвосткой, использующей другие способы добычи корма. Намного реже встречается добавочное разделение. Золотой медосос отдаёт различные предпочтения в выбранной микросреде в поисках насекомых, например, питаясь в опавшей листве и ветках, в то время как белоглазка-говорушка добывает корм в живой листве. Золотой медосос — самый универсальный вид из всех живущих лесных воробьиных птиц на Сайпане. Предположительно, универсальность в рационе и способах добычи корма является приспособлением к тайфунам, кардинально меняющим структуру леса.

### Размножение
Размножение длится в течение года на Сайпане, где исследовалось поведение вида во время гнездования. Пик размножения приходится с марта по июль. Птица ведёт моногамный образ жизни. Гнездо представляет собой обычную, некрасивую чашу из иголок казуарины, травы и виноградных лоз. Гнёзда строятся на высоте около 2,9 м на таких деревьях, как казуарина, гуамия, цинометра, леуцена и на цитрусовых. Гнёзда медососа подвергаются разорению со стороны других видов птиц, в частности, микронезийского аплониса и белошейной альционы, а также завезённого изумрудного сцинка.
Обычная кладка состоит из двух яиц размером 20,3 × 15,1 мм, светлого голубовато-зелёного цвета, с красными или коричневыми крапинками, сосредоточенными вокруг широкого основания. Оба родителя по очереди высиживают яйца, каждый из которых сидит в гнезде по 25 минут. Медосос — крайне территориальная птица, защищающая гнездо от таких пернатых, как белоглазок-говорушек, краснолобых веерохвосток и собственных сородичей. Кладка яиц занимает около двух недель. Птенцы рождаются голыми и беспомощными. Оба родителя делят обязанности по воспитанию и кормлению птенцов, очищая гнездо от их фекалий. Рацион птенцов почти исключительно состоит из гусениц и других насекомых. Птенцы оперяются примерно через 10-14 дней после вылупления. После оперения птенцы в течение некоторого времени и малых группах могут оставаться со своими родителями.

## Угрозы и меры охраны

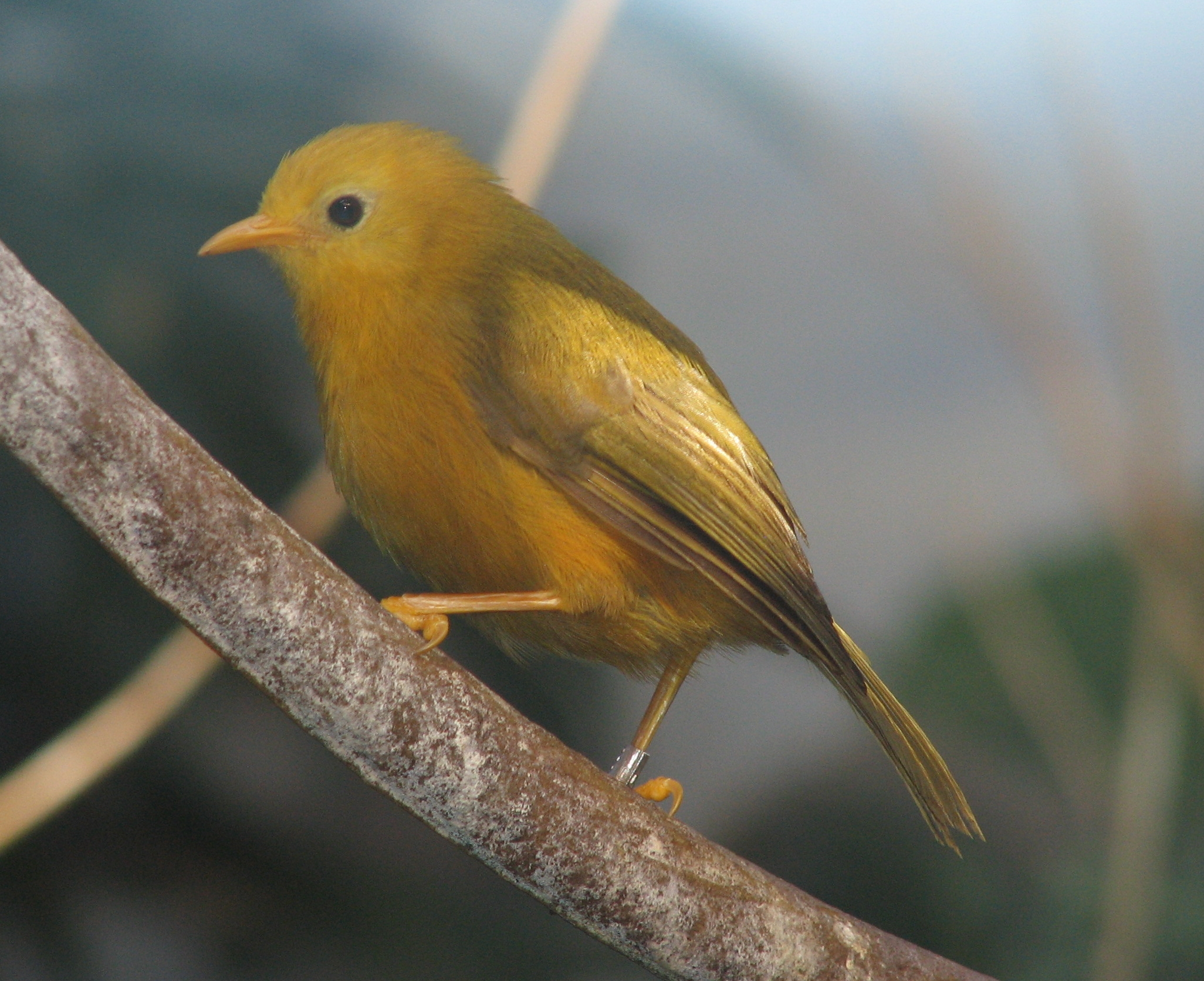
Разведение в неволе практикуется в зоопарках, гарантируя будущее этого вида.

Ареал золотого медососа существенно сократился после прибытия людей на Марианские острова. Ископаемые кости этого вида были найдены на близлежащих островах Тиниан и Рота, а птица некогда встречалась на Гуаме и других островах Марианского архипелага.
В настоящее время золотой медосос является очень распространённой птицей, поскольку исследование 1996 года показало, что плотность на Сайпане была одной из самых высоких среди всех птиц и составляет 2,095 птиц/км2. Считалось, что Сайпан не сможет поддерживать большую популяцию этой птицы, что, собственно, уже происходит. Исследование 2009 года, в которое были включены результаты обзора 2007 года, показало, что в период с 1982 по 2007 года произошло сокращение численности вида наряду с двумя другими птицами на Сайпане, краснолобой веерохвосткой и соловьиной камышовкой. Все три вида являются насекомоядными птицами, численность которых снизилась из-за потери среды обитания. Однако вид остаётся относительно многочисленным, и в настоящее время его мировая численность оценивается примерно в 71 997 птиц.
Согласно данным МСОП, вид находится под угрозой исчезновения, поскольку ожидается быстрое сокращение его численности, если на Сайпан проникнет коричневая бойга — основная угроза певчих воробьиных. Родиной коричневой бойги являются Австралия, Новая Гвинея и Соломоновы острова, уничтожившей все 12 наземных видов птиц после её непреднамеренной интродукции на близлежащий остров Гуам. Змея ещё не попала на Сайпан, один из двух островов, составляющих ареал и крупнейшую популяцию золотого медососа. Изоляция Агихана вряд ли позволит коричневой бойге проникнуть на остров, однако небольшая популяция птиц находится в уязвимом положении, поскольку площадь территории составляет 718 га, а непосредственное прохождение супертайфуна может уничтожить её. В настоящее время предпринимаются меры по разведению вида в неволе и предотвращению проникновения и размножения змеи на Сайпане. Не так давно шесть зоопарков получили этот вид, а к 2011 году предполагается его разведение. Успех не заставил себя долго ждать, и в 2009 году в Каролинском зоопарке появились первые птицы. Появившиеся в неволе птицы перевезены на новые острова. Кроме того, в 2011 году в надежде на создание размножающейся популяции с Сайпана на свободный от хищников остров Сариган были перевезены 24 птицы